# Георг Едвард Рамзай
Георг Едвард Рамзай (на шведски: Georg Edvard Ramsay) е финландски офицер (генерал от пехотата).
Роден е на 19 септември (7 септември стар стил) 1834 година във Виборг в благородническо семейство с далечен шотландски произход. Завършва Николаевското кавалерийско училище в Санкт Петербург, след което служи в армията във Финландия. През Руско-турската война от 1877 – 1878 година командва Трети стрелкови Фински лейбгвардейски батальон и Семьоновския лейбгвардейски полк, от 1880 година е началник на Финската войска.
Георг Едвард Рамзай умира на 5 юли 1918 година в Хелзинки.